# Феликс Горски
Феликс Горски (Сарајево, 2. април 1918 — Ровињ, 6. јул 1996) био је учесник Народноослободилачке борбе, дипломата и друштвено-политички радник СФРЈ и СР Босне и Херцеговине.

## Биографија
Рођен је 2. априла 1918. године у Сарајеву, у јеврејској породици. Његов отац Давид Голдфарб се доселио у Сарајево из града Лавова, а 1929. године је свим члановима породице, укључујући и сина Феликса, променио презиме у Горски. Феликс је одрастао у Сарајеву, где је завршио основну школу и гимназију. У Београду је студирао машинство на Техничком факултету, одакле је, 1941. године, отишао у партизане. У току Народноослободилачког рата (НОР) био је члан Котарског комитета КП Хрватске за Крк. Након рањавања, прешао је на подручје Сења, где је био такође члан Котарског комитета. Након тога, до краја рата је био у Истри, као секретар Окружног комитета КПХ за Бузет.
После ослобођења Југославије, налазио се у дипломатској служби. Службује у Чехословачкој, од 1946. до 1948, у Израелу, од 1950. до 1952, затим је био саветник Амбасаде ФНРЈ у Лондону, од 1955. до 1960. године, те министар-саветник у Москви, од 1963. до 1967.
Након повратка у Југославију, био је Републички секретар у Извршном већу Скупштине СР Босне и Херцеговине, од 1968. до 1971. године, када у Сарајеву постаје најпре директор, а потом од 1974. до 1975. заменик директора предузећа „Енергоинвест”. У периоду између 1975. и 1979. године био је амбасадор СФРЈ у Шведској.
Након пензионисања 1983. године, живео је повучено у родном Сарајеву и Ровињу, где је и умро, 6. јула 1996. године.
Носилац је Партизанске споменице 1941. и других југословенских одликовања.